# Marisa Petroro
Marisa Petroro (n.  Elizabeth , Nueva Jersey, 11 de febrero de 1972); a veces acreditada como Marisa Parker, es una actriz y modelo estadounidense.

## Biografía
Marisa nació en Elizabeth, Nueva Jersey es de ascendencia italiana y argentina. Cuando tenía 4 años, Marisa comenzó a actuar en los concursos de belleza. A los ocho años, la nativa de Nueva Jersey comenzó a hacer viajes a Nueva York para estudiar actuación en la aclamada HB Studio.
En el año de 1997, Petroro condujo a través de un país a Hollywood para perseguir su carrera de actuación. Ella obtuvo su primer trabajo en el programa de televisión  Ned and Stacey y su primer comercial nacional, Clear blue fácil, interpretando el papel de Clear blue experto Claire, y fue dirigida por David Lynch.
No pasó mucho tiempo antes de que ella se encontrara trabajando en diversos shows como apariciones en Rescue 77, The Pretender, The Young and the Restless, According to Jim, Reno 911!, Las Vegas, Scrubs y Rules of Engagement.
Ella era una de las más bellas maletín reconocidos por 4 temporadas como un modelo de Deal or No Deal? caso, la celebración de # 18. Marisa ha sido actor invitado opuesto Eva Longoria en Desperate Housewives, repetido en Dexter Season 4 y estrella invitada contrario Breckin Meyer y Mark-Paul Gosselaar en Franklin & Bash.
En 2004, protagonizó Alison Krauss y el país el video musical de Brad Paisley Whiskey Lullaby para, junto a Rick Schroder.
En 2006 participó en la película Sin descanso, en el papel de Alita Covas, donde compartió créditos con los actores Corri English, Scot Davis, entre otros; mismo año en que fue catalogada como una de las 100 personas más bellas de la revista People.
En 2012, interpretó a vixen Amber Raines en  Drop Dead Diva y el ingeniero italiano, Ipolita, el "Touch".

## Filmografía
| Películas y series | Películas y series         | Películas y series | Películas y series  |
| Año                | Película o serie           | Personaje          | Notas               |
| ------------------ | -------------------------- | ------------------ | ------------------- |
| 2000               | The Right Hook             |                    |                     |
| 2002               | The Young and the Restless | Carrie Parker      |                     |
| 2005               | El mundo según Jim         |                    |                     |
| 2006               | Scrubs                     | Cavewoman          | Mi compi y su morro |
| 2006               | Sin descanso               | Alita Covas        |                     |
| 2007               | Reno 911!                  | Heidi              |                     |
| 2011               | Franklin & Bash            | Simone Winters     |                     |
| 2013               | Meat                       | Diamond            |                     |
| 2013               | Im Harry Clark             | Alisa Adams        |                     |

- Datos: Q3293709
- Multimedia: Marisa Petroro / Q3293709